# Âm chắt
Trong ngữ âm học, âm chắt hay âm mút (tiếng Anh: click consonant) là những phụ âm được phát âm mà không cần luồng hơi từ phổi, xuất hiện ở một số ngôn ngữ trên thế giới. Theo Maddieson & Ladefoged (1998:246), âm chắt là "những âm dừng mà thành tố quan trọng nhất trong đó là sự loãng hóa không khí kẹp giữa hai vị trí chặn cấu âm được hình thành trong khoang miệng, nhằm tạo ra một âm vang thoáng chốc khi vị trí chặn đằng trước được thả ra."